# Krass
Krass ist ein US-amerikanisches Filmdrama von Ryan Murphy aus dem Jahr 2006. Ryan Murphy schrieb das Drehbuch basierend auf dem autobiografischen Roman „Krass!“ („Running with Scissors: A Memoir“) von Augusten Burroughs aus dem Jahr 2002.

## Handlung
Die Handlung beginnt im Jahr 1972, als der siebenjährige Augusten Burroughs seiner Mutter Deirdre zuhört, die ein Gedicht liest. Sechs Jahre später macht Deirdre Schluss mit ihrem Mann Norman, der unter der Alkoholkrankheit leidet. Sie trifft sich mit dem Therapeuten Dr. Finch, manchmal nimmt sie zu den Sitzungen ihren Sohn mit.
Dr. Finch ist mit Agnes verheiratet und hat zwei Töchter, Hope und Natalie, sowie den Adoptivsohn Neil. Trotzdem entschließt sich Deirdre, zu Dr. Finch zu ziehen. Sie und Dr. Finch gehen eine sexuelle Beziehung ein.
Augusten beginnt eine Beziehung mit Neil. Augustens größter Wunsch ist es, auf die Kosmetiker-Hochschule zu gehen, und er nutzt die Gelegenheit, an den Familienmitgliedern zu üben.
Augustens Mutter entdeckt ihre lesbische Neigung und überschreibt das Sorgerecht für Augusten an Dr. Finch. Deirdre leidet zunehmend an psychotischen Schüben und entfremdet sich mehr und mehr von ihrem Sohn.
Mit der Zeit stellt sich heraus, dass Dr. Finch von seiner Tochter Natalie und von Augustens Mutter Geld unterschlagen hat. Nachdem der psychotische Neil erfolglos versucht hat, Dr. Finch zu töten, verlassen er und Augusten die Stadt. Augusten wird klar, dass er weder in Finchs Familie bleiben kann noch zu seiner Mutter zurückkehren möchte. Er fordert Natalie auf, mit ihm zusammen nach New York zu gehen. Sie jedoch lehnt dies ab. Natalies Mutter Agnes gibt Augusten ihr Erspartes, um in New York ein neues Leben zu beginnen, obwohl das Haus der Finchs zwangsversteigert wird.

## Kritiken
Justin Chang schrieb in Variety vom 13. Oktober 2006, dass die „steuerlose“ („rudderless“) Verfilmung den narrativen Stil der Romanvorlage nicht wiedergebe. Chang lobte einige Szenen, den Film verglich er jedoch mit einem geflickten Quilt. Er lobte die „komplexe“ Darstellung von Annette Bening; außerdem wurden Brian Cox und Jill Clayburgh gelobt.
Rob Nelson schrieb in der Village Voice vom 17. Oktober 2006, dass der Film ein sicherer Kandidat für die Oscars („inevitable Oscar contender“) sei.

## Synchronisation
Der Film wurde bei der Scalamedia in München vertont. Eva Schaaf schrieb das Dialogbuch, Peter Woratz führte die Dialogregie.
| Rolle              | Schauspieler      | Synchronsprecher     |
| ------------------ | ----------------- | -------------------- |
| Deidre Burroughs   | Annette Bening    | Traudel Haas         |
| Dr. Finch          | Brian Cox         | Joachim Höppner      |
| Neil Bookman       | Joseph Fiennes    | Philipp Moog         |
| Natalie Finch      | Evan Rachel Wood  | Farina Brock         |
| Norman Burroughs   | Alec Baldwin      | Klaus-Dieter Klebsch |
| Augusten Burroughs | Joseph Cross      | Clemens Ostermann    |
| Agnes Finch        | Jill Clayburgh    | Heidi Treutler       |
| Hope Finch         | Gwyneth Paltrow   | Katrin Fröhlich      |
| Dorothy            | Gabrielle Union   | Elisabeth Günther    |
| Michael Shephard   | Patrick Wilson    | Andreas Borcherding  |
| Fern Stewart       | Kristin Chenoweth | Veronika Neugebauer  |
| Suzanne            | Dagmara Domińczyk | Ulla Wagener         |
| Joan               | Colleen Camp      | Katharina Lopinski   |

## Hintergrund
Die Dreharbeiten wurden in Los Angeles durchgeführt. Die Produktionskosten betrugen schätzungsweise 12 Millionen US-Dollar.
Als Verleiher ist das Unternehmen TriStar Pictures tätig. Die Kinovorführungen starteten in den USA am 20. Oktober 2006; der Kinostart in Deutschland war der 18. Januar 2007.